# HellYeah
Hellyeah (oftast stiliserad HELLYEAH) är en metal-supergrupp bildad 2006 med medlemmar från Mudvayne, Nothingface, Pantera och Damageplan. Bandet har sitt ursprung i Dallas i Texas och det är även där den största fanskaran finns. 2008 bildades den första europeiska fancluben i Åbo, Finland. Bandet består för närvarande av sångaren Chad Gray och gitarristen Greg Tribbett från Mudvayne, gitarristen Tom Maxwell från Nothingface, basisten Bob Zilla från Damageplan. Tidigare har även Jerry Montano från Nothingface och trummisen Vinnie Paul från Pantera ingått i gruppen. (Vinnie Paul dog av kardiomyopati och kranskärlssjukdom 2018.)
Deras självbetitlade debutalbum släpptes våren 2007.
År 2010 släppte de skivan Stampede, 2012 släpptes Band of Brothers och år 2014 släppte bandet skivan Blood for Blood. 2016 kom albumet Unden!able.

## Medlemmar
Nuvarande medlemmar
- Chad Gray – sång (2006– )
- Tom Maxwell – gitarr (2006– )
- Kyle Sanders – basgitarr (2014– )
- Christian Brady – gitarr (2014– )
- Roy Mayorga – trummor, percussion (2019– )

Tidigare medlemmar
- Vinnie Paul – trummor (2006–2018; död 2018)
- Jerry Montano – basgitarr (2006–2007)
- Greg Tribbett – gitarr (2006–2014)
- Bob Zilla (Robert Kakaha) – basgitarr, bakgrundssång (2007–2014)

## Diskografi
Studioalbum
- Hellyeah (2007)
- Stampede (2010)
- Band of Brothers (2012)
- Blood for Blood (2014)
- Unden!able (2016)
- Welcome Home (2019)

Singlar
- "You Wouldn't Know" (2007)
- "Alcohaulin' Ass" (2007)
- "Thank You" (2008)
- "Hell of a Time" (2010)
- "Better Man" (2010)
- "Band of Brothers" (2012)
- "Drink Drank Drunk" (2012)
- "Sangre por Sangre (Blood for Blood)" (2014)
- "Cross to Bier (Cradle of Bones)" (2014)
- "Moth" (2014)
- "Hush" (2015)
- "Human" (2016)
- "I Don't Care Anymore" (2016)
- "Love Falls" (2017)
- "Welcome Home" (2019)